# Hotel Termas el Sosneado

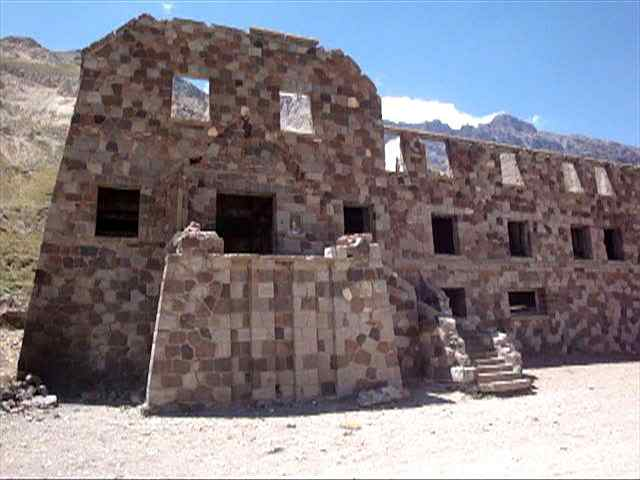
Ruinen des Hotels Termas el Sosneado

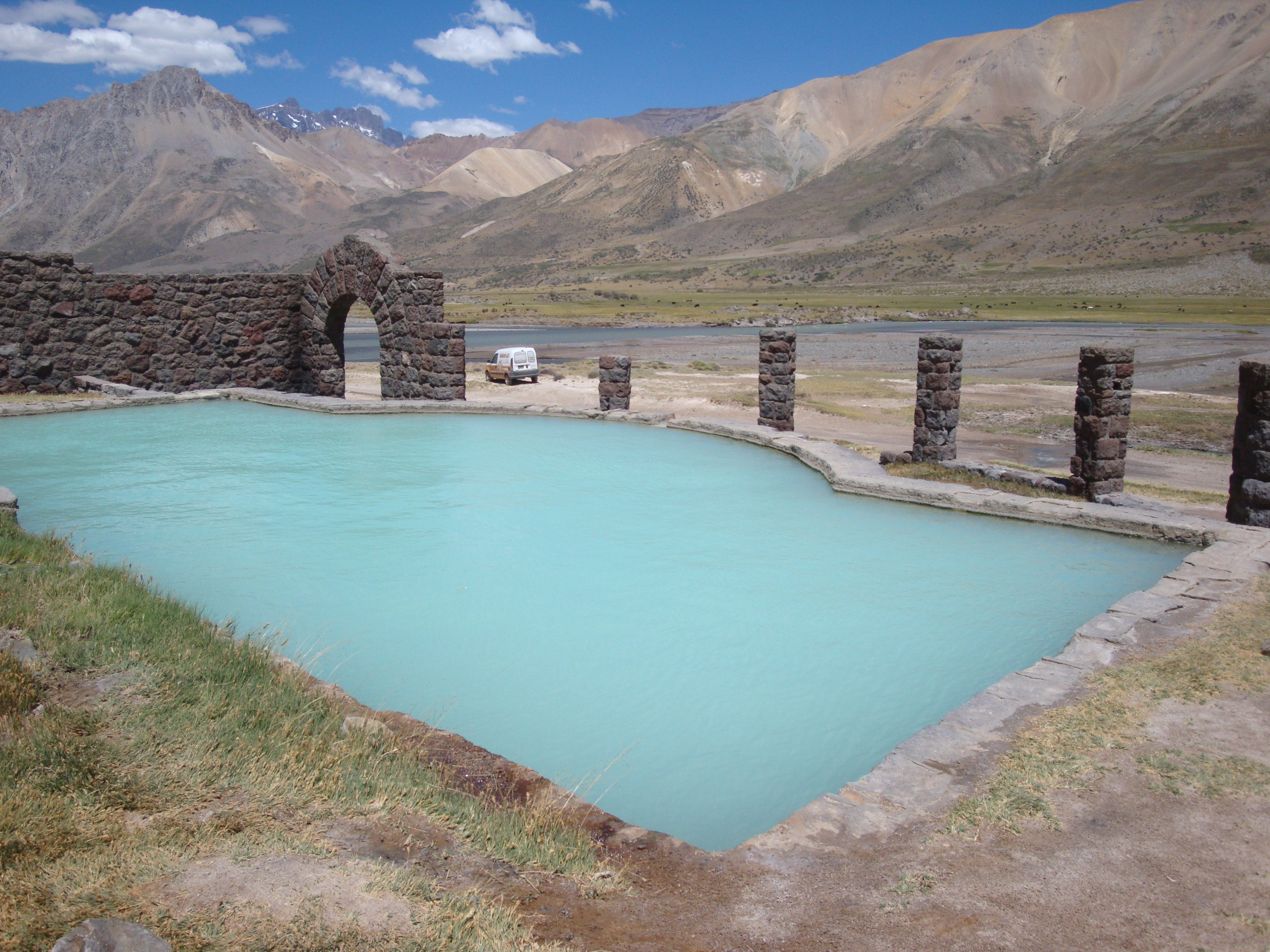
Thermalaußenbecken mit schwefelhaltigem Wasser

Das Hotel Termas el Sosneado war ein Hotel im Departamento San Rafael in der argentinischen Provinz Mendoza in den Anden. Heute sind nur noch die Ruinen übrig.

## Geschichte
Das Hotel wurde 1938 von der Compañía de Hoteles Sud Sudamericanos Ltda., einer Tochtergesellschaft der B.A.P.-Eisenbahngesellschaft, erbaut und im Dezember desselben Jahres mit einer großen Werbekampagne und unter Anwesenheit von Persönlichkeiten aus verschiedenen Teilen der Welt eingeweiht.
Eine der Hauptattraktionen des Hotels war ein Thermalaußenbecken mit schwefelhaltigem Wasser, das ständig vom Vulkan Overo herabfloss und ihn immer voll und warm hielt.
Im Jahr 1953 wurden der Hotelbetrieb eingestellt.

## Lage
Das Hotel liegt im Tal des Río Atuel am Fuß des Cerro El Sosneado (5169 m) an der Provinzstraße 220 etwa 60 km nordwestlich der Stadt El Sosneado auf einer Höhe von 2180 m über dem Meeresspiegel.

## Aktuell
Inzwischen ist es ein Zwischenstopp für Ausflüge zu den Überresten eines 1972 abgestürzten uruguayischen Flugzeugs und liegt nur etwa 21 km vom Unfallort entfernt.